# Извержение (фильм, 2019)
«Извержение» (кор. 백두산?, 白頭山? Пэктусан; англ. Ashfall, так же известен как англ. Mount Paektu) — южнокорейский боевик 2019 года, снятый Ли Хэ Чжуном и Ким Бён Со, с Ли Бён Хоном, Ха Чон У, Ма Дон Соком, Чон Хе Чжин и Пэ Су Джи в главных ролях. Фильм был выпущен в декабре 2019 года в Южной Корее.

## Сюжет
Гора Пэкту, действующий вулкан на границе Китая и Северной Кореи, внезапно извергается, вызывая сильные землетрясения как в Северной, так и в Южной Корее. На Корейском полуострове наступает апокалипсис, и в этом районе прогнозируются новые извержения. Чтобы предотвратить ещё одну катастрофу, Чон Ю Кён (Чон Хе Чжин) планирует операцию, основанную на теории профессора Кан Бон Рэ (Ма Дон Сок), который изучал вулкан Пэкту и его возможные будущие извержения.
Чо Ин Чан (Ха Чон У) назначается капитаном отряда спецназа, принимающего участие в операции. Чо Ин Чан связывается с Ли Чжун Пхён (Ли Бён Хон), который является частью Корейской народной армии в Северной Корее, в качестве шпиона. Тем временем Чой Чжи Ён (Пэ Су Джи), беременная жена Чо Ин Чана, находится одна в Сеуле и пытается выжить во время катастрофы.
Ин Чан улетает со своей командой на самолёте, и они спускаются с парашютом после того, как их самолёт выходит из строя. Они находят Чжун Пхёна, который содержался в северокорейской тюрьме, и допрашивают его, чтобы найти нужную шахту, ближайшую к кальдере горы Пэкту. Пригрозив своей умирающей жене раскрыть местонахождение его дочери, Чжун Пхён ведёт команду Ин Чана к электростанции, и они извлекают кусок урана из ядерной ракеты. Это предупреждает американский гарнизон в Южной Корее, который отправляет солдат, чтобы помешать Чжун Пхёну доставить кусок урана нескольким гангстерам из Китая.
Ин Чан и Чжун Пхён уклоняются от американцев и достигают Почхона, города недалеко от горы Пэкту. Чжун Пхён встречает свою напуганную дочь, и так же, как китайские гангстеры чуть не убивают его за то, что он не доставил уран, Ин Чан даёт уран, но устанавливает его таймер так, чтобы он совпадал с показателем извержения горы Пэкту. Хотя американские солдаты также прибывают, чтобы забрать уран, они и китайские гангстеры бегут, когда гора Пэкту снова извергается, вызывая новые землетрясения. Ин Чан и Чжун Пхён приносят уран в шахту, а Чжун Пхён забирает бомбу в глубину шахты, оставляя Ин Чана с дочерью Чжун Пхён, которую он удочеряет. Урановая бомба взрывается и останавливает землетрясения, спасая множество жизней.
Год спустя Северная и Южная Корея вместе наблюдают за восстановлением полуострова. У Ин Чана и Чжи Ён родился сын.

## В ролях
- Ли Бён Хон — Ли Чжун Пхён
- Ха Чон У — Чо Ин Чан, капитан сапёрного отряда спецназа
- Ма Дон Сок — доктор Кан Бон Рэ/Роберт Кан
- Чон Хе Чжин — Чон Ю Кён
- Пэ Су Джи — Чой Чжи Ён, жена Чо Ин Чана

## Восприятие

### Критика
Согласно агрегатору рецензий Rotten Tomatoes, фильм имеет рейтинг одобрения 73% на основе 11 рецензий со средней оценкой 5,8/10.